# Dzwonek telefoniczny

Dzwonek telefoniczny – sygnał dźwiękowy informujący posiadacza telefonu o nadchodzącym połączeniu, wiadomości tekstowej bądź innym powiadomieniu (np. z portalu społecznościowego).

## Historia
Dzwonki telefoniczne swoje początki mają przy pierwszym telefonie z roku 1870. Pierwsze dzwonki były prostymi dzwonkami elektrycznymi dającymi sygnał operatorowi lub odbiorcy informacji o oczekującym połączeniu. W latach 70. XX wieku zmieniono źródło dźwięku z dzwonka elektrycznego na układy elektroniczne bądź programowalne.
Sporą rewolucją było wprowadzenie telefonu komórkowego, a zwłaszcza telefonów firmy Nokia, które posiadały charakterystyczny dźwięk dzwonka, tzw. Nokia Tune. Dzwonek zyskał wielką popularność od momentu wprowadzenia w 1994 roku, otrzymując miano najpopularniejszego dzwonka telefonicznego w historii.
Technologia nie zmieniała się zbytnio aż do wprowadzenia telefonów komórkowych i możliwości zmiany ich dźwięku, czyli do roku 1997, kiedy Vesa-Matti Paananen stworzył oprogramowanie Harmonium, które przy pomocy SMS-ów było w stanie przesyłać skomplikowane linie melodyczne na telefon. Paananen udostępnił swój program za darmo, co dało początek biznesowi, którego roczne obroty sięgały 4 miliardów dolarów w roku 2004.
Po wprowadzeniu na rynek smartfonów cała branża sprzedaży dzwonków drastycznie zmniejszyła obroty; spowodowane jest to głównie możliwością samodzielnego dodawania dowolnych dźwięków jako dzwonków telefonicznych.